# Субханкулов, Магалим Акрамович
Магалим Акрамович Субханкулов (11 апреля 1920, Старокуручево, Уфимская губерния — 10 сентября 1976, Душанбе) — советский математик, заведующий кафедрой теории функций и математического анализа Таджикского государственного университета им. В. И. Ленина, доктор физико-математических наук, профессор.

## Биография
М. А. Субханкулов родился 11 апреля 1920 г. в селе Старое Куручево (ныне — Бакалинского района Башкирии). В 1936 г. окончил рабфак и поступил работать учителем начальной школы в Чиракинском районе Узбекской ССР.
В 1940 году был призван в ряды Красной Армии, участвовал в Великой Отечественной войне. После тяжёлого ранения в 1943 году демобилизован; продолжил учёбу в Бухарском пединституте.
В 1947 году окончил Узбекский государственный университет, в 1950 — аспирантуру там же.
В 1954—1976 годах преподавал в Таджикском университете (за исключением 1968—1970, когда заведовал кафедрой математического анализа в Башкирском университете (ныне Уфимский университет науки и технологий)
)): декан факультета, заведующий кафедрой теории функций и математического анализа.
Являлся членом Методического совета по математике при Министерстве высшего и среднего специального образования СССР, председателем Научно-технического совета при Министерстве народного образования Таджикской ССР, членом Учёного совета Таджикского университета.

## Научная деятельность
В 1963 году защитил докторскую диссертацию («Тауберовы теоремы и их применение») при Математическом институте им. В. А. Стеклова АН СССР; с 1964 — профессор.
Основные направления исследований:
- граничные значения степенных рядов с арифметическими коэффициентами с применением их к решению аддитивных задач теории чисел[1];
- прямые и обратные аддитивные задачи[1];
- распределение нулей целой функции и исследование быстроты сходимости и суммируемости ортогональных рядов[1];
- получение теорем типа Фату, теорем типа Таубера для рядов и кратных рядов, интегралов и комплексных тауберовых теорем для преобразований Стилтьеса с учётом применения их к исследованию сходимости ортогональных рядов[1];
- теория тауберовых теорем с остаточным членом и их применение.

Теоремы, полученные М. А. Субханкуловым, весьма разнообразны, они расширяют и углубляют предмет исследования в различных направлениях. Опубликованные им результаты уже нашли интересные применения: в спектральной теории (в работах Б. М. Левитана), в теории чисел (в работах Б. М. Левитана и А. В. Малышева), в теории массового обслуживания (в работах Э. Г. Самандарова) и т. д. М. А. Субханкулов получил больше число интересных результатов по применению теорем типа Фату с остаточным членом к исследованию быстроты сходимости и суммируемости сопряженных рядов Фурье, кратных тригонометрических рядов и сопряженных им кратных рядов для широкого класса функций.
Автор около 60 научных работ, в том числе монография «Тауберовы теоремы с остатком».

## Награды
- медаль «За доблестный труд»,
- значок «Отличник высшей школы СССР»[1],
- значок «Отличник народного образования Таджикской ССР» (трижды)[1],
- грамота Министерства народного образования Таджикской ССР.